# Andelnans
Andelnans là một xã của tỉnh Territoire de Belfort, thuộc vùng Bourgogne-Franche-Comté, đông bắc Pháp.